# دنیل بریزبوآ
دنیل بریزبوآ (انگلیسی: Danielle Brisebois؛ زادهٔ ۲۸ ژوئن ۱۹۶۹) یک هنرپیشه، خواننده، ترانه‌سرا و تهیه‌کننده اهل ایالات متحده آمریکا است. وی از سال ۱۹۷۶ میلادی تاکنون مشغول فعالیت بوده است.
وی در سال ۱۹۸۱ میلادی، برندهٔ جایزه هنرمند جوان شد. او همچنین نامزد دریافت جایزه اسکار در هشتاد و هفتمین دوره جوایز اسکار و جایزه گلدن گلوب در سی و نهمین مراسم گلدن گلوب بود.
از فیلم‌ها یا مجموعه‌های تلویزیونی که وی در آن‌ها نقش داشته است، می‌توان به روزهای زندگی ما، همگی در خانواده، پادشاه کولی‌ها و بهتر از این نمی‌شه اشاره نمود.